# 上韦宁根
上維寧根（德語：Oberweningen）是瑞士联邦苏黎世州迪尔斯多夫区的市镇。该市镇面积为4.94平方千米，海拔高度465米，2018年12月31日人口数为1,802。

## 外部連結
- 上维宁根官方网站 （页面存档备份，存于） （德文）